# Espacio intercostal
El espacio intercostal es el espacio anatómico entre dos costillas. Ya que hay 12 costillas en cada lado, hay 11 espacios intercostales, cada uno numerado para la costilla superior a esta.

## Estructuras en espacio intercostal
- Varias clases de músculos intercostales
- Arterias intercostales y venas intercostales
- Ganglios linfáticos intercostales
- Nervios intercostales

## Orden de los componentes
Comprensión de la anatomía de los espacios intercostales  es obligatorio para todo el mundo que practica medicina. Un concepto particular es que el paquete neurovascular posee un orden estricto: V-A-N, o vena-arteria-nervio, de superior a fondo. Este paquete neurovascular se desplaza en paralelo a estos espacios, y el paquete neurovascular colateral recorre el borde superior de la costilla inferior del espacio (en orden N-A-V). Procedimientos invasivos como la Toracocentesis son realizados insertando oblicuamente los instrumentos, directamente por sobre el margen superior de la costilla relevante.

En relación con los músculos de la pared torácica, los nervios y vasos sanguíneos intercostales recorren estos músculos por atrás: por lo tanto, estos generalmente se encuentran cubiertos en su parte interior por la pleura parietal, excepto cuando estos se encuentran cubiertos por los músculos intercostales más internos, las membranas intercostales más internas, músculos subcostales o el músculo transverso del tórax.
En referencia a los músculos de la pared torácica, el intercostal los nervios y los barcos corridos justo detrás del internos intercostal músculos: por tanto, son generalmente cubiertos en el interior por la , exceptuar cuándo  están cubiertos por el innermost intercostal músculos, innermost intercostal membrana,  o el transversus thoracis músculo.